# Syngnathus leptorhynchus
Syngnathus leptorhynchus es una especie de pez de la familia Syngnathidae en el orden de los Syngnathiformes.

## Morfología
- Las hembras pueden alcanzar 33 cm de longitud total.
- Presenta dimorfismo sexual: las hembras son más grandes que los machos.

## Alimentación
Come crustáceos.

## Reproducción
Es ovovivíparo y el macho transporta los huevos en una bolsa ventral, la cual se encuentra debajo de la cola.

## Hábitat
Es un pez demersal y de clima subtropical.

## Distribución geográfica
Se encuentra desde Sitka (Alaska) hasta el sur de Baja California (México ).